# Stopplaats Silvolde
Stopplaats Silvolde (telegrafische code: sil) is een voormalig stopplaats aan de Spoorlijn Winterswijk - Zevenaar, destijds geëxploiteerd door de GOLS. De stopplaats lag ten noorden van het dorp Silvolde in de gemeente Oude IJsselstreek. De halte werd geopend op 15 juli 1885 en gesloten op 31 mei 1921. Voor de bewoners van het dorp Silvolde was de stopplaats niet veel dichterbij dan Station Terborg. Bij de halte was een wit wachterswoning aanwezig die in 1960 is afgebroken.